# You’re My Thrill (альбом Ширли Хорн)
You’re My Thrill — студийный альбом американской певицы и пианистки Ширли Хорн, выпущенный 13 марта 2001 года на лейбле Verve Records. Продюсером и аранжировщиком альбома выступил Джонни Мэндел, с котором певица уже сотрудничала над её знаковым альбомом Here’s to Life 1992 года.
На 44-й церемонии премии «Грэмми» Хорн получила номинацию за лучшее джазовое исполнение за запись альбома.

## Отзывы критиков
Альбом получил тёплый приём критиков. Ричард С. Джинелл в своей рецензии для AllMusic написал следующее: «Оркестровки Мэндела — образцы тонкости, иногда ползущие почти незаметно, как медленно движущийся туман на трио Хорн. Как и исполнительница, Мэндел уважает ценность тишины и пространства; они хорошо подобранная пара, их различные идеи времени сочетаются вместе». В журнале Billboard отметили, что никто не исполняет баллады так как Ширли Хорн, с её шепчущим, мягким вокалом и тонкой фортепианной игрой. Рецензент Ebony Линн Нормент отметила, что на данном альбоме певица демонстрирует, что она не зря считается примой исполнения баллад. Джек Сомер из JazzTimes также заявил, что глубокий и нежный вокал Хорн идеален для исполнения сентиментальных баллад.

## Список композиций
| №                   | Название                               | Автор(ы)                                     | Длительность |
| ------------------- | -------------------------------------- | -------------------------------------------- | ------------ |
| 1.                  | «You’re My Thrill»                     | Джей Горни, Сидни Клейр                      | 4:45         |
| 2.                  | «The Best Is Yet to Come»              | Сай Коулман, Кэролин Ли                      | 2:37         |
| 3.                  | «Solitary Moon»                        | Мэрилин Бергман, Алан Бергман, Джонни Мэндел | 5:06         |
| 4.                  | «Sharing the Night with the Blues»     | Эммануэль Логан                              | 3:00         |
| 5.                  | «I Got Lost in His Arms»               | Ирвинг Берлин                                | 4:52         |
| 6.                  | «The Rules of the Road»                | Сай Коулман, Кэролин Ли                      | 3:37         |
| 7.                  | «My Heart Stood Still»                 | Лоренц Харт, Ричард Роджерс                  | 4:39         |
| 8.                  | «You’d Better Love Me (While You May)» | Тимоти Грей, Хью Мартин                      | 1:58         |
| 9.                  | «The Very Thought of You»              | Рей Нобл                                     | 5:14         |
| 10.                 | «Why Don’t You Do Right?»              | Канзас Джо Маккой                            | 2:45         |
| 11.                 | «All Night Long»                       | Ширли Хорн, Кёртис Льюис                     | 7:44         |
| Общая длительность: | Общая длительность:                    | Общая длительность:                          | 37:45        |

## Участники записи
- Ширли Хорн — фортепиано, вокал
- Чарльз Эйблз — контрабас
- Брайан Бромберг[англ.] — басс-гитара (трек 2, 4, 6, 8, 10)
- Чак Доманико[англ.] — басс-гитара (3)
- Стив Шеффер[англ.] — ударные (3)
- Стив Уильямс[англ.] — ударные, перкуссия
- Дори Каимми[порт.] — гитара (3)
- Рассел Мэлоун[англ.] — гитара
- Алан Бродбент[англ.] — фортепиано (3)
- Карл Сондерс[англ.] — труба
- Ларри Банкер[англ.] — вибрафон
- Джонни Мэндел — аранжировщик, дирижёр, продюсер

## Чарты
| Чарт (2001)                                 | Высшая позиция |
| ------------------------------------------- | -------------- |
| США (Billboard Top Jazz Albums)             | 14             |
| США (Billboard Top Traditional Jazz Albums) | 8              |